# Canyes i fang (sèrie de televisió)
Canyes i fang (originàriament en castellà Cañas y barro) és una sèrie de televisió, basada en el llibre homònim de Vicent Blasco Ibáñez, dirigida per Rafael Romero Marchent i estrenada per TVE el 1978. Als anys noranta es va emetre doblada al català a través del circuit territorial de TVE al País Valencià. El compositor del tema musical fou Alfonso Santisteban.

## Argument
La sèrie reflecteix els conflictes socials i personals a què s'enfronta una nissaga familiar al llarg de tres generacions: Els Paloma. El patriarca, el tio Paloma (Alfredo Mayo), s'ha dedicat sempre a la pesca, com va fer son pare i com havia fet abans el seu avi. Tanmateix, els temps canvien i la família ha d'adaptar-se a les noves situacions. Tono, el fill del Tio Paloma, ha d'abandonar l'activitat ancestral per dedicar-se al cultiu d'arròs, guanyant terreny a les aigües de l'Albufera de València. Quan es queda viudo de la seua esposa Rosa (Ana Marzoa), ha de tirar avant, a més a més, el seu únic fill, Tonet (Luis Suárez) i la xiqueta que finalment adopta Borda (María Jesús Lara). Tanmateix, quan ja és adult, Tonet deshonra el bon nom de la família en seduir i deixar embarassada la calculadora i bella Neleta (Victoria Vera), casada amb Canyamel (José Bódalo) el cacic del poble. Tonet es desfarà després del bebé i acabarà llevant-se la vida.

## Repartiment
- Alfredo Mayo - Tío Paloma
- Manuel Tejada - Tono
- Luis Suárez - Tonet
- José Bódalo - Cañamel
- Victoria Vera - Neleta
- Ana Marzoa - Rosa
- María Jesús Lara - Borda
- Carlos Romero Marchent - Sangonera / Sangonereta
- Terele Pávez - Samaruca
- Armando Calvo - Don Miguel, el cura
- Nuria Gallardo - Neleta niña
- Lola Lemos - Tía Hueso
- José Nieto - Tío Castelví
- Marisa Porcel - Tía Patro
- Luisa Sala - Tía de la Samaruca
- Fernando Nogueras - Alcalde
- Lorenzo Robledo - Sargento